# Währinger Wasserturm

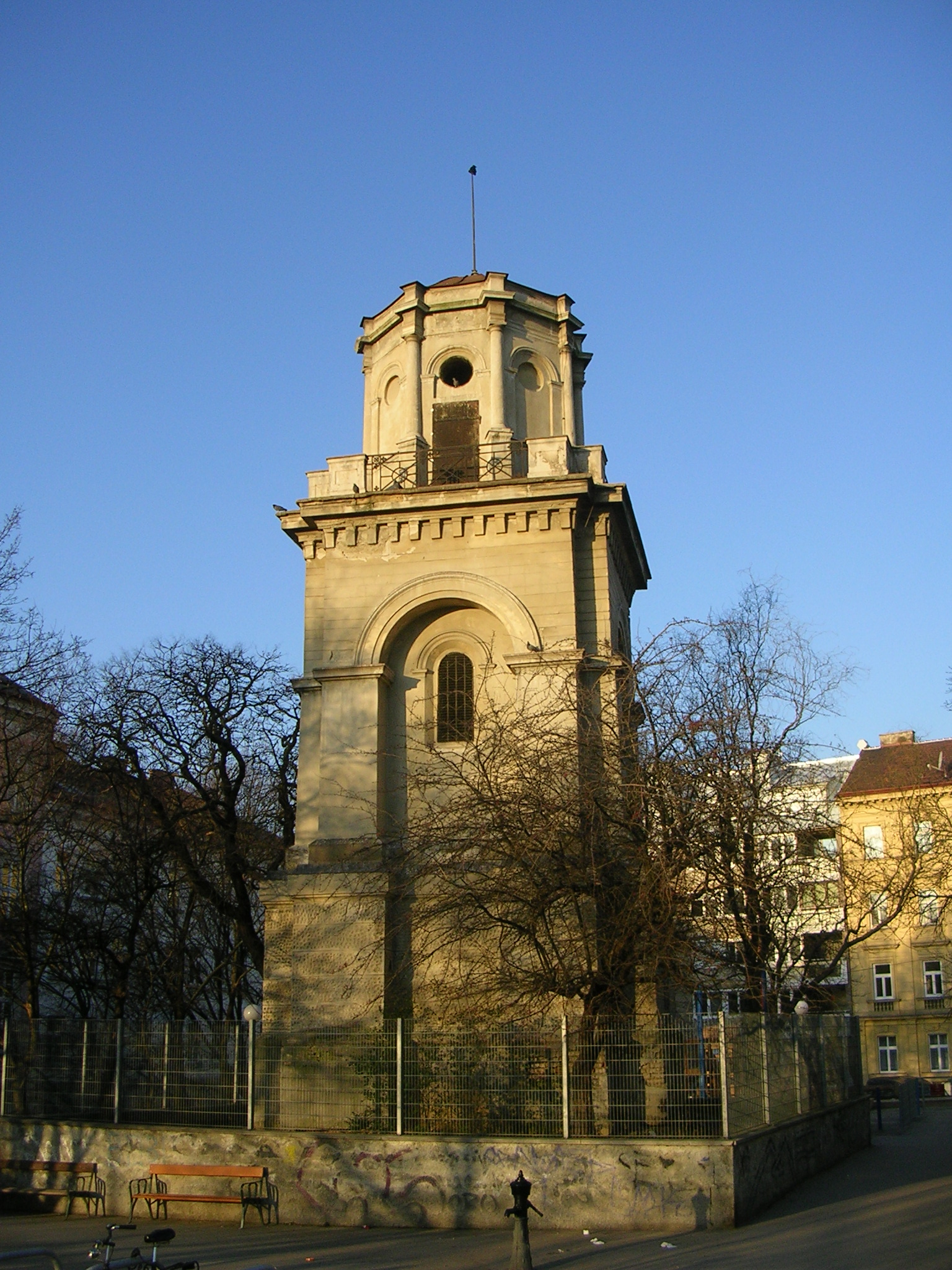
Währinger Wasserturm (Ostseite)

Der Währinger Wasserturm ist ein Bauwerk im Stil vormärzlicher Zweckarchitektur im 18. Wiener Gemeindebezirk Währing. Der Wasserturm liegt im Anton-Baumann-Park am Wiener Gürtel auf dem sogenannten Ganslberg.
Der Turm wurde 1836–1841 nach den Plänen des Architekten Paul Sprenger errichtet. Er war Teil der Kaiser-Ferdinands-Wasserleitung, die gefiltertes Donauwasser aus dem Bereich der Spittelau entnahm und damit Hochbehälter in Währing, Neulerchenfeld und auf der Schmelz speiste. Beim Speicher auf dem Ganslberg mit einem Fassungsvermögen von 141.250 Litern wurde als einziger auch ein Turm errichtet. In diesem befanden sich vier Steigrohre, um die hydraulischen Stöße der Pumpen auszugleichen. Er diente nicht so wie der Wasserturm Favoriten der Drucksteigerung. Angeblich fungierte der Turm neben seiner Zweckbestimmung als Wasserspeicher auf seiner obersten Plattform auch als Aussichtswarte mit Fernblick über die Stadt.
Das System war schon bald überlastet. 1873 wurde die Leitung stillgelegt und durch die I. Wiener Hochquellenwasserleitung abgelöst. Wegen Versorgungsengpässen wurde die Leitung allerdings in den Wintern 1876/77 und 1877/78 wieder kurzfristig reaktiviert. Seiner ursprünglichen Funktion beraubt verfiel der Turm immer mehr. 1935 stand der Abriss des baufälligen Turms unmittelbar bevor. Proteste der Bevölkerung führten jedoch zu einer Restaurierung. Der Turm befindet sich erneut in einem sehr schlechten Zustand; eine Sanierung soll ab 2026 stattfinden. Im Zuge des Baus der U-Bahn-Linie U5 soll ein Ausgangsgebäude der U-Bahn-Station Michelbeuern vor dem Wasserturm errichtet werden; im Turm selbst soll ein Teil der Lüftungsanlagen untergebracht werden.